# Rotschuppiger Raukopf
Der giftige Rotschuppige Raukopf (auch Rotschuppiger Rauhkopf) oder Rotschuppige Dickfuß (Cortinarius bolaris) ist eine Pilzart aus der Familie der Schleierlingsverwandten (Cortinariaceae). Es ist ein mittelgroßer Schleierling, dessen blassgelber Hut und Stiel mit rötlichen Schüppchen besetzt ist. Die Fruchtkörper erscheinen von Juli bis Oktober in Laub-, selten in Nadelwäldern.

## Merkmale

### Makroskopische Merkmale
Der ziemlich fleischige Hut ist 3–8 cm breit, anfangs halbkugelig, später gewölbt bis ausgebreitet und oft verbogen. Die Oberfläche ist trocken und auf blassgelben bis tongrauem Grund (besonders zur Hutmitte hin) dicht mit anliegenden, auffallend zinnober- bis karminroten Schüppchen bedeckt. Die engstehenden, gelbgrauen, später zimt- bis ockerbraunen Lamellen sind am Stiel angewachsen. Das Sporenpulver ist blassbraun. Der zylindrische und oft verbogene Stiel ist 3–7 cm lang und 0,5–1,5 cm breit. Die Stielspitze ist weiß, darunter auf hellem Grund wie der Hut mit roten Fasern oder Faserschüppchen bedeckt. Das weißliche, bis 1,5 cm dicke Fleisch riecht schwach staubartig und schmeckt mild bis bitterlich. Mitunter kann der Geruch auch ganz fehlen. Im Schnitt verfärbt sich das Fleisch langsam chromgelb, besonders in der Stielbasis.

### Mikroskopische Merkmale
Die breit ellipsoiden Sporen messen 6–8 × 4,5–6 µm.

## Artabgrenzung
Der Gilbende Raukopf (Cystinarius rubicundulus) kann sehr ähnlich aussehen und hat auch ähnliche Standortansprüche. Er ist zunächst gelbocker und faserig und verfärbt sich an Druckstellen fuchsigbraun. Deutlich ausgebildete Schuppen fehlen. Außerdem hat er schmal mandelförmige Sporen.
Besonders ältere Exemplare des Rotschuppigen Raukopfs können auch mit anderen Schleierlingen verwechselt werden.
Oberflächliche Ähnlichkeit hat der essbare Purpurfilzige Holzritterling (Tricholomopsis rutilans), der jedoch an Holz wächst, hell gelbe Lamellen hat und dessen Fleisch sich nicht verfärbt.

## Ökologie
Die Fruchtkörper erscheinen von Juli bis Oktober einzeln oder in kleinen Gruppen unter Buchen und Eichen und gelegentlich auch unter Birken. Selten findet man sie auch unter Nadelbäumen. Der Raukopf mag ärmere, saure und trockene Böden.

## Verbreitung

Europäische Länder mit Fundnachweisen des Rotschuppigen Raukopfs.
Legende:
grün = Länder mit Fundmeldungen
cremeweiß = Länder ohne Nachweise
hellgrau = keine Daten
dunkelgrau = außereuropäische Gebiete.

Der Rotschuppiger Raukopf wurde in Nordamerika (Kanada, USA), Zentralamerika (Costa Rica), Asien (Japan) und Europa nachgewiesen. Der Pilz ist in Mitteleuropa zerstreut bis ortshäufig.

## Bedeutung
Der Rotschuppige Raukopf ist giftig.

## Systematik
Innerhalb der Schleierlinge steht die Art in der Sektion Bolares, die in der Vergangenheit der Untergattung Cortinarius subgen. Leprocybe (Rauköpfe) zugeordnet wurde. Phylogenetische Untersuchungen zeigten, dass Arten der Sektion Bolares vermutlich nahe mit Arten der Sektion Camphorati verwandt sind, die innerhalb der Untergattung Cortinarius subgen. Camphorati stehen. Deshalb zählt auch der Rotschuppige Raukopf vermutlich zu dieser Untergattung, auch wenn der Stammbaum ohne Unterstützung erstellt wurde und weitere Forschungen diese Einordnung noch bestätigen müssen (Stand 2022).